# Regatul Ungariei
Regatul Ungariei, alternativ Regatul Maghiar, (în latină Regnum Hungariae, în maghiară Magyar Királyság) a fost înființat în anul 1000. Regatul Maghiar a devenit cu timpul o putere politică în Europa Centrală, păstrându-și acest statut până în anul 1526, când a suferit o mare înfrângere din partea Imperiului Otoman, în bătălia de la Mohács (1526), unde regele Ludovic al II-lea (1516-1526) a murit la 29 august 1526.

## Istorie
Regatul Ungariei a fost întemeiat de Regele Ștefan I, care a fost recunoscut de papă ca „rege al țării Ungariei”.
Biserica Romano-Catolică a primit sprijin puternic de la Ștefan I, care cu ungurii creștini și cavalerii germani au dorit un regat creștin cu sediul în Europa Centrală. El a fost cel care a creat cavaleria grea maghiară, ca un exemplu pentru puterile din Europa de Vest.
După moartea sa, a urmat o perioadă de revolte și conflicte interne pentru supremație între regalitate și nobili. În 1051 armatele Sfântului Imperiu Roman de Națiune Germană au încercat să cucerească Ungaria, dar au fost învinse la Vertes.
Armatele romano-germane au continuat să sufere înfrângeri, a doua cea mai mare bătălie a fost în orașul numit acum Bratislava (Slovacia). Înainte de 1052 Peter Orseolo, un susținător al Sfântului Imperiu Roman, a fost răsturnat de către regele Ungariei, Samuel de Aba. Această perioadă tulbure s-a încheiat în timpul domniei lui Béla I. Cronicarii maghiari l-au lăudat pe Béla I, pentru introducerea noii monede, dinarul de argint, și pentru bunăvoința sa față de urmașii fostului nepot al său, Solomon. Termenii de Nobilissimus (cel mai nobil) și Nobilissima Familia (cele mai nobile familii) au fost folosite încă din secolul al XI-lea de regele Ungariei, și de familia sa, dar apoi au fost doar câteva care au fost menționate în documentele oficiale ca atare.
Al doilea important rege maghiar, de asemenea, din dinastia Árpád, a fost Ladislau I al Ungariei, care a stabilizat și consolidat regatul. El a fost, apoi, canonizat ca sfânt. Sub conducerea lui, ungurii au înfrânt pe cumani și au cucerit Croația în 1091, ca urmare a unei crize dinastice. El a fost, pretendent la tronul croat, datorită faptului că sora lui a fost căsătorită cu regele Zvonimir. Este încă dezbătută în rândul istoricilor, afirmația că Ladislau ar fi creat un fel de uniune personală maghiaro-croată, însă domnia lui nu a cuprins niciodată toată Croația. Provinciile Croația și Slovenia, de după anul 1868, au avut autonomie în cadrul Regatului Ungariei între 1091-1918. De asemenea, unul dintre cei mai mari juriști și politicieni maghiari din secolul al XVI-lea, István Werbőczy în opera sa, Tripartitum, tratează Regatul Croației (1102-1526) ca un regat separat de Ungaria. În 1222 Andrei al II-lea al Ungariei a emis Bula de Aur care a stabilit principii de drept.
În 1241, Ungaria a fost invadată de mongoli și, după unele minore lupte sfârșite cu victorii maghiare, în cele din urmă mongolii au distrus armata maghiară în Bătălia de la Mohi.
Atunci când Ladislau al IV-lea din Ungaria a murit înainte de Andrei III, un alt nobil și-a rezervat tronul pentru el însuși: Carol Martel de Anjou, fiul regelui de la Napoli, Carol al II-lea și a Mariei de Ungaria (fiica regelui Ștefan al V-al Ungariei). Cu toate acestea Andrei al III-a asigurat puterea pentru el însuși, și a domnit fără inconveniente, după moartea lui Carol Martel în 1295. Atunci când Andrei III a murit în 1301, Maria de Ungariei, care a crescut copiii lui Carol Martel, a recuperat tronul Ungariei pentru nepotul ei Carol Robert de Anjou. La preluarea controlului după o perioadă internă haotică, el a fost în cele din urmă încoronat ca  rege Carol I al Ungariei. El a pus în aplicare reforme economice importante, și a micșorat puterea nobilimii maghiare. Regatul Ungariei a ajuns la o eră de prosperitate și stabilitate sub conducerea regelui, care a învățat limba maghiară de la bunica lui, și, de asemenea, a cunoscut italiana, latina, franceza și engleza. Minele de aur din Regat au fost pe larg exploatate și în curând Ungaria a ajuns la un loc de frunte în producția de aur european. Forintul maghiar a fost introdus pentru a înlocui dinari, și la scurt timp după reformele introduse de către Rege, economia Regatului a fost plasat din nou pe un curs de dezvoltare, după starea sa dezastruoasă din secolul al 13-lea.
În timpul lui Carol Robert, puterea Ungariei a ajuns să influențeze proaspăt unificatul stat român, Țara Românească. Conducătorul său, Basarab I, a ocupat Banatul de Severin. Carol Robert a cerut lui Basarab retrocedarea Banatului și prestarea unui jurământ de vasalitate. În urma refuzului lui Basarab, Carol Robert atacă noul stat dar este respins în bătălia de la Posada.
După moartea lui Carol Robert, se urcă pe tron fiul său, Ludovic. El a instituit pacea înăuntrul statului, a reorganizat armata și a dezvoltat viața economică. Sub conducerea lui, ungurii au supus Serbia și Bosnia.
Ludovic a păstrat mereu relații bune și apropiate cu împăratul romano-german Carol al IV-lea. Sigismund de Luxemburg, fiul său, a reușit să ajungă rege al Ungariei, Ludovic l-a numit moștenitorul lui, și a aranjat căsătoria cu fiica sa Maria. Sigismund a trăit la curtea lui Ludovic, dar a învățat și limba maghiară și modul de viață.
După moartea lui Ludovic, regina văduvă a depus eforturi ca Sigismund să nu fie încoronat ca rege al Ungariei. Acest lucru a generat o perioadă de haos, situație în care Maria de Anjou a devenit regină al Ungariei, dar mama ei și nobilimea s-au decis pentru Sigismund. Cei doi s-au căsătorit în 1385.
Sigismund a devenit un rege puternic care a efectuat o mulțime de îmbunătățiri în sistemul de drept maghiar și a reconstruit palatele de la Buda și Visegrad, aducând materiale din Austria și Boemia, prin care s-a dispus crearea celei mai luxoase clădirii din toată Europa centrală. În legile lui poate fi văzut urme de mercantilism timpuriu, și, de asemenea, a lucrat cu greu pentru a menține nobilimea sub controlul său. Un pericol extern îl constituiau turcii otomani. De aceea Sigismund s-a aliat cu Mircea cel Bătrân, Domnitor în Țara Românească.
Împotriva otomanilor s-a remarcat Ioan de Hunedoara (cunoscut și ca Iancu de Hunedoara), voievodul Transilvaniei. El a fost numit regent al Ungariei, după moartea lui Sigismund. Ioan deținea puterea asupra principatelor române. Matia Corvin, fiul său, a fost numit rege al Ungariei. El a îmbunătățit în continuare economia Ungariei și a practicat diplomația vicleană în loc de acțiuni militare ori de câte ori se putea. Matei efectua o campanie doar atunci când era necesar. În 1485, cu scopul de a limita influența și implicarea Sfântului Imperiu Roman de Națiune Germană în treburile Ungariei, el a ocupat Viena timp de 5 ani. După moartea sa, Vladislav al II-lea al Ungariei (zis si Jagiellonians) a ajuns pe tron.
În 1514, are loc în Transilvania războiul țărănesc condus de Gheorghe Doja care va duce la slăbirea Regatului Ungariei în fața otomanilor.
În 1526, la bătălia de la Mohacs, forțele Imperiului otoman au anihilat armata maghiară, și în încercarea de a scăpa, Ludovic al II-lea al Ungariei s-a înecat în râul Csele. Liderul armatei ungare, Pál Tomori, a murit de asemenea.
Datorită presiunii otomane, autoritatea centrală s-a prăbușit și o luptă pentru putere a izbucnit. Majoritatea electorilor l-au ales la Buda, pe 10 noiembrie 1526, ca rege pe Ioan Zapolya (1526-1540), însă doar o mică grupare a aristocrației maghiare (în decembrie 1526) l-a ales pe arhiducele Ferdinand I la Bratislava. La 29 februarie 1528, marele nobil Ioan Zapolya a fost recunoscut de sultanul otoman. În 1529 regatul maghiar a fost împărțit în două părți, între habsburgi și otomani (cu toate că trupele otomane încă nu erau pe teren). În 1532, Nikola Jurišić a blamat armata turcă. În 1541 a căzut Buda, care a marcat împărțirea Ungariei în trei părți: 
- vestul Ungariei a fost inclus în Imperiul habsburgic, devenind regat autonom, avându-l în frunte pe arhiducele Ferdinand;
- Imperiul otoman a stăpânit direct partea de centru-sud și orașele Pécs și Buda, teritoriul cucerit devenind pașalâc și avându-l în frunte pe Soliman Magnificul;
- Principatul Transilvaniei (răsăritul Ungariei medievale) a devenit vasal al Imperiului otoman, sub autoritatea lui Ioan Zapolya.

Între 1699 și 1718, armatele Sfântului Imperiu Roman au eliberat teritoriile de sub ocupația imperiului otoman care fuseseră parte din regatul maghiar înainte de 1526, incluzându-le împreună cu Transilvania Imperiului Habsburgic.
Limba de cancelarie (limba de stat) a Regatului Ungariei (inclusiv Transilvania) era limba latină. Maghiara a fost introdusă ca limbă oficială abia în anul 1825.
După revoluția maghiară din 1848-1849, Regatul Ungariei a fost dizolvat de Imperiul Austriac, și a devenit împărțit într-o serie de districte mici controlate din Viena. În 1867, după înfrângerea de la Königgrätz, Imperiul Austriac a fost nevoit să-și reorienteze politica, așa încât s-a transformat în monarhia dualistă Austro-Ungaria, în care Ungaria a devenit una din cele două părți autonome al noului stat: regat separat și politică internă separată.
După ce, în urma Revoluției de la 1848, autoritățile imperiale austriece introduseseră limba germană ca limba oficială în Ungaria, instaurarea dualismului a fost urmată de o politică de maghiarizare a Ungariei, desfășurată în pofida legii naționalităților și a legii învățământului (amândouă adoptate la 7 decembrie 1868), care asigurau largi drepturi pentru minorități. Prevederile acestor acte normative au fost restrânse treptat, până la abrogarea completă a legii învățământului, înlocuită în anul 1907 cu legea Appónyi, care a forțat procesul de maghiarizare și a acutizat nemulțumirea minorităților.

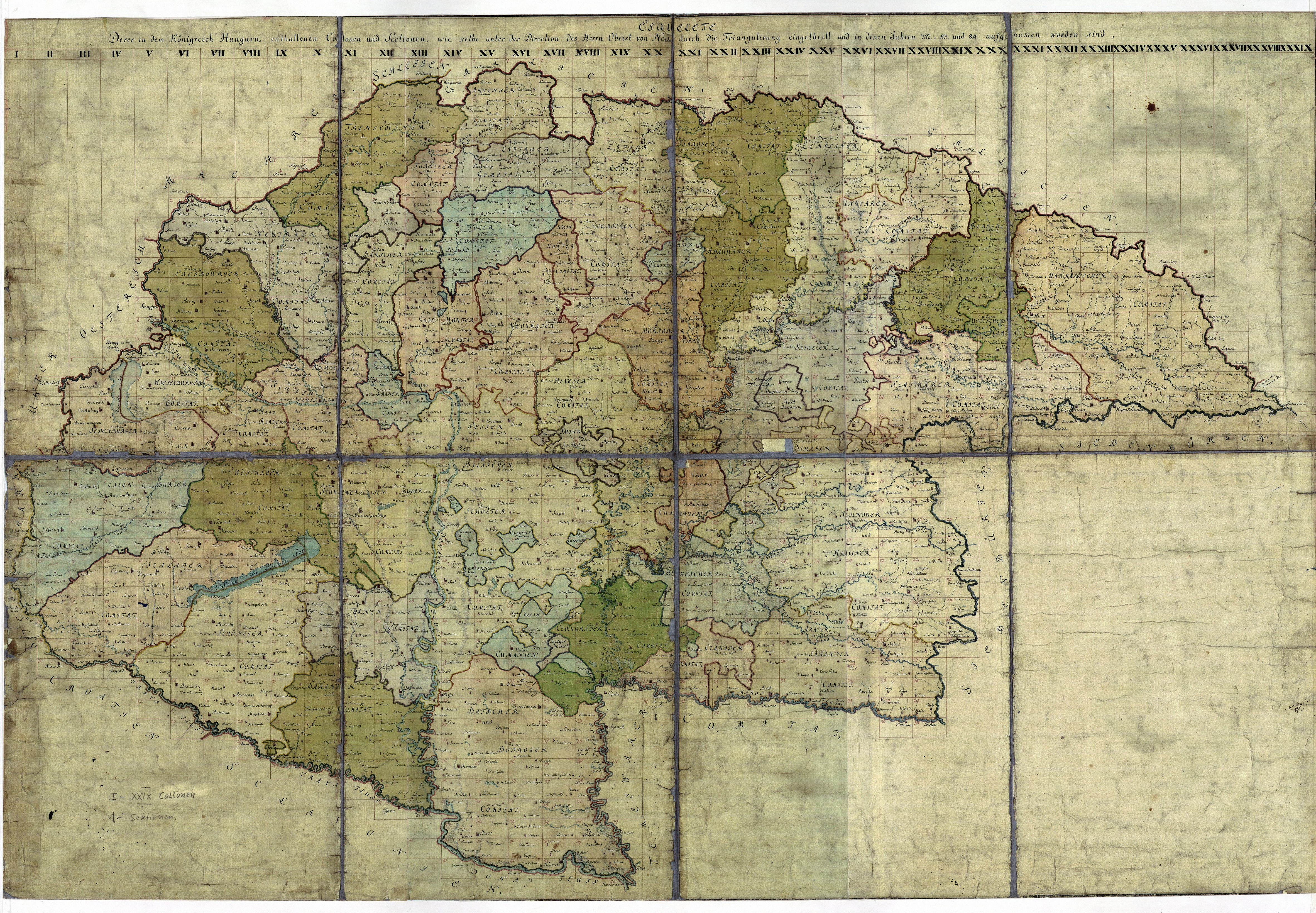
Regatul Ungariei în ridicarea topografică iozefină, 1782-1785

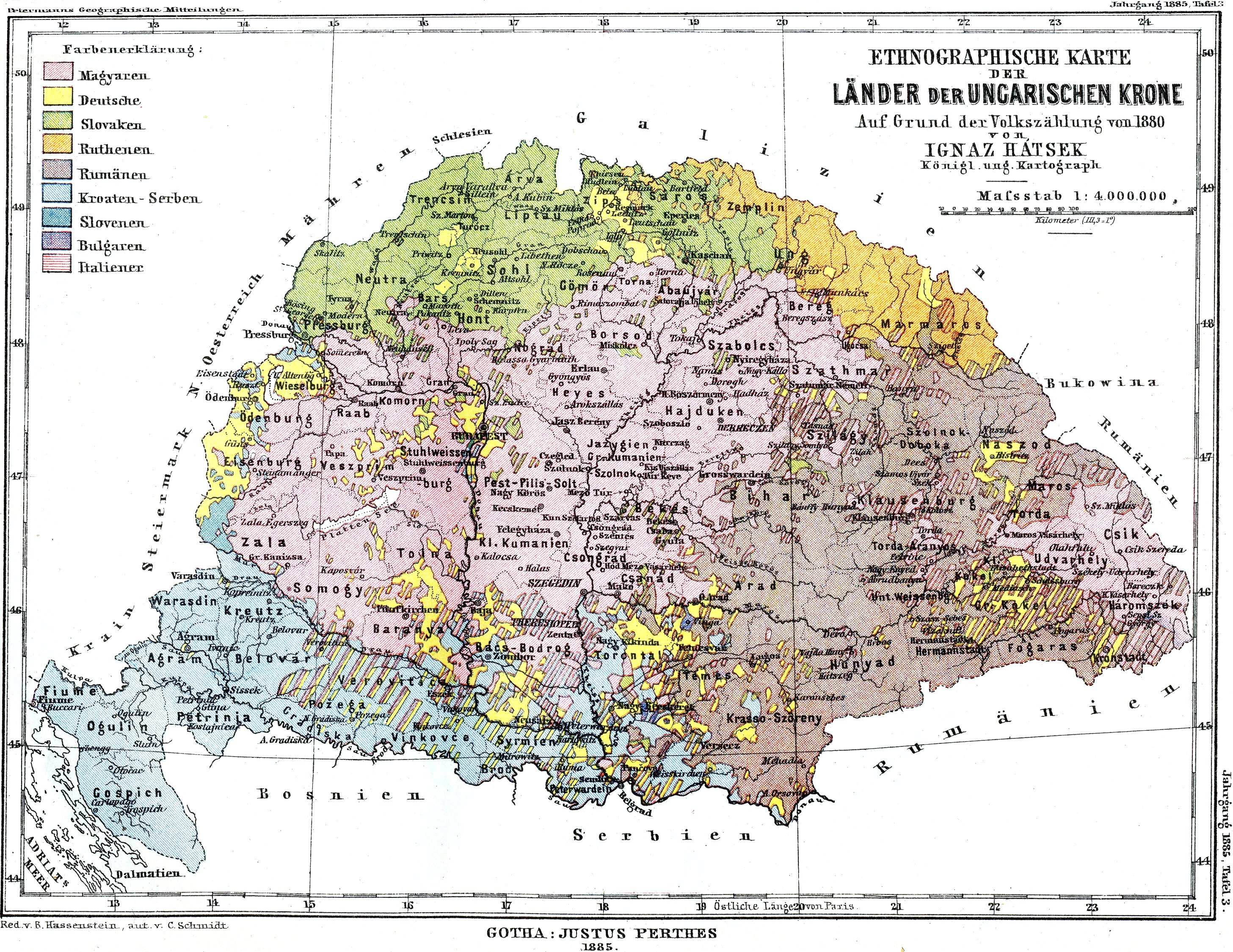
Etniile din Ungaria Mare (1880)

## Veziși
- Regatul Ungariei (1000–1538)
- Regatul Ungariei Răsăritene
- Transleithania (1867-1918)
- Regatul Ungariei (1920–1944)
- Lista paginilor care încep cu „Regatul Ungariei”